# Primera División del Congo 2018
La Primera División del Congo 2018 fue la edición número 51 de la Primera División del Congo. La temporada comenzó el 27 de enero y culminó el 21 de octubre.

## Equipos participantes
- AC Léopards (Dolisie)
- AS Cheminots (Pointe-Noire)
- AS Otôho (Oyo)
- CARA Brazzaville (Brazzaville)
- CS La Mancha (Pointe-Noire)
- Diables Noirs (Brazzaville)
- Étoile du Congo (Brazzaville)
- FC Kondzo (Brazzaville)
- Inter Club Brazzaville (Brazzaville)
- JS Poto-Poto (Brazzaville)
- JS Talangaï (Brazzaville)
- Nico-Nicoyé (Pointe-Noire)
- Patronage Sainte-Anne (Brazzaville)
- Saint Michel d'Ouenzé (Brazzaville)
- Tongo FC (Brazzaville)
- Vita Club Mokanda (Pointe-Noire)

### Ascensos y descensos
| Pos. | Ascendido de Segunda División 2017 |
| ---- | ---------------------------------- |
| 1    | Vita Club Mokanda                  |

| Pos. | Descendidos de Primera División 2017 |
| ---- | ------------------------------------ |
| 16   | FC Nathaly's                         |
| 17   | Jeunes Fauves FC                     |
| 18   | AS Kimbonguéla                       |

## Tabla general
Actualizado el 29 de noviembre de 2018.
| Pos. | Equipo                 | PJ | PG | PE | PP | GF | GC | DG  | Pts. | Clasificación o Descenso                      |
| ---- | ---------------------- | -- | -- | -- | -- | -- | -- | --- | ---- | --------------------------------------------- |
| 1    | AS Otôho               | 30 | 24 | 3  | 3  | 66 | 16 | +50 | 75   | Campeón y Liga de Campeones de la CAF 2018-19 |
| 2    | CS La Mancha           | 30 | 23 | 2  | 5  | 48 | 19 | +29 | 71   |                                               |
| 3    | Diables Noirs          | 30 | 21 | 5  | 4  | 68 | 19 | +49 | 68   | Copa Confederación de la CAF 2018-19 (*)      |
| 4    | AC Léopards            | 30 | 18 | 5  | 7  | 46 | 28 | +18 | 59   |                                               |
| 5    | CARA Brazzaville       | 30 | 14 | 6  | 10 | 38 | 25 | +13 | 48   |                                               |
| 6    | AS Cheminots           | 30 | 15 | 3  | 12 | 36 | 29 | +7  | 48   |                                               |
| 7    | JS Talangaï            | 30 | 12 | 7  | 11 | 32 | 35 | -2  | 43   |                                               |
| 8    | Étoile du Congo (-)    | 30 | 12 | 6  | 12 | 36 | 37 | -1  | 41   |                                               |
| 9    | Inter Club Brazzaville | 30 | 9  | 7  | 14 | 28 | 37 | -9  | 34   |                                               |
| 10   | Tongo FC               | 30 | 9  | 4  | 17 | 30 | 55 | -25 | 31   |                                               |
| 11   | Vita Club Mokanda      | 30 | 8  | 6  | 16 | 17 | 34 | -17 | 30   |                                               |
| 12   | Patronage Sainte-Anne  | 30 | 9  | 3  | 18 | 18 | 39 | -21 | 30   |                                               |
| 13   | Nico-Nicoyé            | 30 | 9  | 1  | 20 | 21 | 48 | -27 | 28   | Playoff del Descenso                          |
| 14   | FC Kondzo              | 30 | 7  | 6  | 17 | 30 | 44 | -14 | 27   | Playoff del Descenso                          |
| 15   | JS Poto-Poto           | 30 | 6  | 9  | 15 | 26 | 53 | -27 | 27   | Segunda División 2019                         |
| 16   | Saint Michel d'Ouenzé  | 30 | 3  | 9  | 18 | 20 | 42 | -22 | 18   | Segunda División 2019                         |

(*) El Diables Noirs se coronó campeón de la Copa del Congo de Fútbol 2018 
 (-) El Étoile du Congo Se le restaron 1 punto